# Impatiens fischeri
Impatiens fischeri är en balsaminväxtart som beskrevs av Otto Warburg. Impatiens fischeri ingår i släktet balsaminer, och familjen balsaminväxter. Inga underarter finns listade i Catalogue of Life.